# Ла-Пунт-Чамуещ
Ла-Пунт-Чамуе́щ (ромш. La Punt Chamues-ch) — громада в Швейцарії в кантоні Граубюнден, регіон Малоя.

## Географія
Громада розташована на відстані близько 195 км на схід від Берна, 45 км на південний схід від Кура.
Ла-Пунт-Чамуещ має площу 63,3 км², з яких на 1,3 % дозволяється будівництво (житлове та будівництво доріг), 31,6 % використовуються в сільськогосподарських цілях, 16 % зайнято лісами, 51,1 % не є продуктивними (річки, льодовики або гори).

## Демографія
2019 року в громаді мешкало 679 осіб (-9,2 % порівняно з 2010 роком), іноземців було 23,7 %. Густота населення становила 11 осіб/км².
За віковим діапазоном населення розподілялося таким чином: 13,1 % — особи молодші 20 років, 62,3 % — особи у віці 20—64 років, 24,6 % — особи у віці 65 років та старші. Було 331 помешкань (у середньому 2 особи в помешканні).
Із загальної кількості 237 працюючих 17 було зайнятих в первинному секторі, 70 — в обробній промисловості, 150 — в галузі послуг.